# الحمام الروماني (سبيبة)
لحمام الروماني (سبيبة) هو معلم أثري تونسي مصنف من قبل المعهد الوطني للتراث يقع في ولاية القصرين في الشمال الغربي التونسي، تحديدا في مدينة القصرين تم تصنيف المعلم في يوم 8 مايو 1895.

## مقالات ذات صلة
- قائمة المعالم الأثرية المصنفة في تونس